# Iacopo Badoer

Stemma Badoer

Iacopo Badoer (noto anche con le varianti Badoaro, Badoero, Badovero e Bodoaro; Venezia, 1602 – Venezia, 1654) è stato un politico, librettista e poeta italiano.

## Biografia
Membro di una nobile famiglia veneziana, Iacopo Badoer trascorse tutta la vita nella propria città natale. Poco si conosce della sua biografia e nessuna informazione precisa sul suo conto è nota. In ambito letterario godette di una buona fama: era membro dell'Accademia degli Incogniti, considerato erroneamente da alcuni autori (come il Mazzuchelli) amico dello storico e teologo Paolo Sarpi perché confuso con un altro suo omonimo contemporaneo parigino di origine veneziana (Giacomo Badoer o Badouère deceduto attorno al 1620).
Badoer inoltre scrisse un ampio quantitativo di poesie in italiano e in vernacolare veneziano e tenne lunghe conversazioni poetiche con il librettista Giovanni Francesco Busenello. 
Per quanto riguarda l'ambito librettistico, la sua reputazione è principalmente dovuta ai due libretti che egli scrisse per il celebre compositore Claudio Monteverdi, Il ritorno d'Ulisse in patria (1640, nel quale appare la nota forma proverbiale Un bel tacer mai scritto fu) e Le nozze d'Enea in Lavinia (1641). Come egli stesso riportò nel prologo del suo successivo libretto L'Ulisse errante (1644, musicato da Francesco Sacrati) egli non componeva libretti per lavoro, bensì solamente per soddisfare il proprio diletto (come era comune usanza tra i nobili veneziani).